# Austénite
 (décembre 2014).
Si vous disposez d'ouvrages ou d'articles de référence ou si vous connaissez des sites web de qualité traitant du thème abordé ici, merci de compléter l'article en donnant les références utiles à sa vérifiabilité et en les liant à la section « Notes et références ».
L'austénite est une solution solide de carbone dans l'allotrope γ du fer, qui est stable entre 911 et 1 392 °C à la pression atmosphérique.
Cet allotrope a une structure cristallographique cubique à faces centrées, notation Strukturbericht A1, qui permet une grande solubilité du carbone (jusque 2,1 % massique à 1 147 °C). Le fer γ est paramagnétique (on entend par là qu'il quitte le domaine de ferromagnétisme du fer à basse température – T < Tc = 723 °C – et entre dans le domaine paramagnétique).

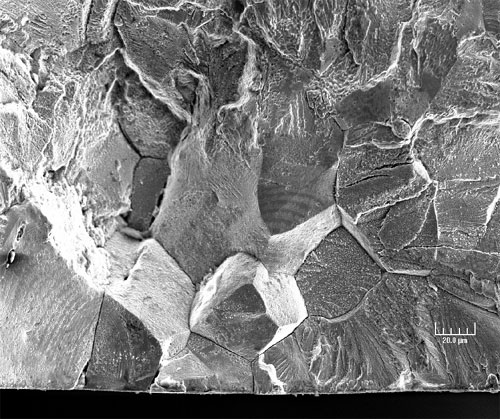
Austénite.

Le nom d'austénite vient de William Chandler Roberts-Austen, métallurgiste connu pour ses recherches sur les propriétés physiques des métaux et de leurs alliages.

## Éléments d'alliage gammagènes
Certains éléments (manganèse, nickel, azote, cuivre, zinc par exemple) augmentent la plage de stabilité de l'austénite ; ils sont dits « gammagènes ». Avec un dosage suffisant, ils permettent d'obtenir de l'austénite à température ambiante à l'état métastable. C'est le cas des aciers dits austénitiques. La grande majorité des aciers inoxydables sont austénitiques. En effet, les aciers inoxydables austénitiques se caractérisent par une bonne résistance à la corrosion, au fluage et a l'oxydation à chaud. L'un des avantages de l'austénite est aussi sa ductilité à froid qui permet des applications en cryogénie.

## Éléments d'alliage alphagènes
D'autres éléments comme le vanadium, l'aluminium, le titane, le tantale, le silicium, le molybdène, le chrome ou encore le tungstène tendent à déstabiliser l'austénite, au profit de la ferrite. On appelle ces éléments « alphagènes ».